# Михейково (Псковська область)
Михейково (рос. Михейково) — присілок в Опочецькому районі Псковської області Російської Федерації.
Населення становить 8 осіб. Входить до складу муніципального утворення Пригородна волость.

## Історія
Від 2015 року входить до складу муніципального утворення Пригородна волость.

## Населення
| 2001 | 2002 | 2010 | 2012 | 2013 | 2014 | 2015 |
| ---- | ---- | ---- | ---- | ---- | ---- | ---- |
| 14   | ↗23  | ↘10  | ↘9   | →9   | →9   | ↘8   |
| 2016 |      |      |      |      |      |      |
| →8   |      |      |      |      |      |      |